# Lichtenhainer Wasserfall

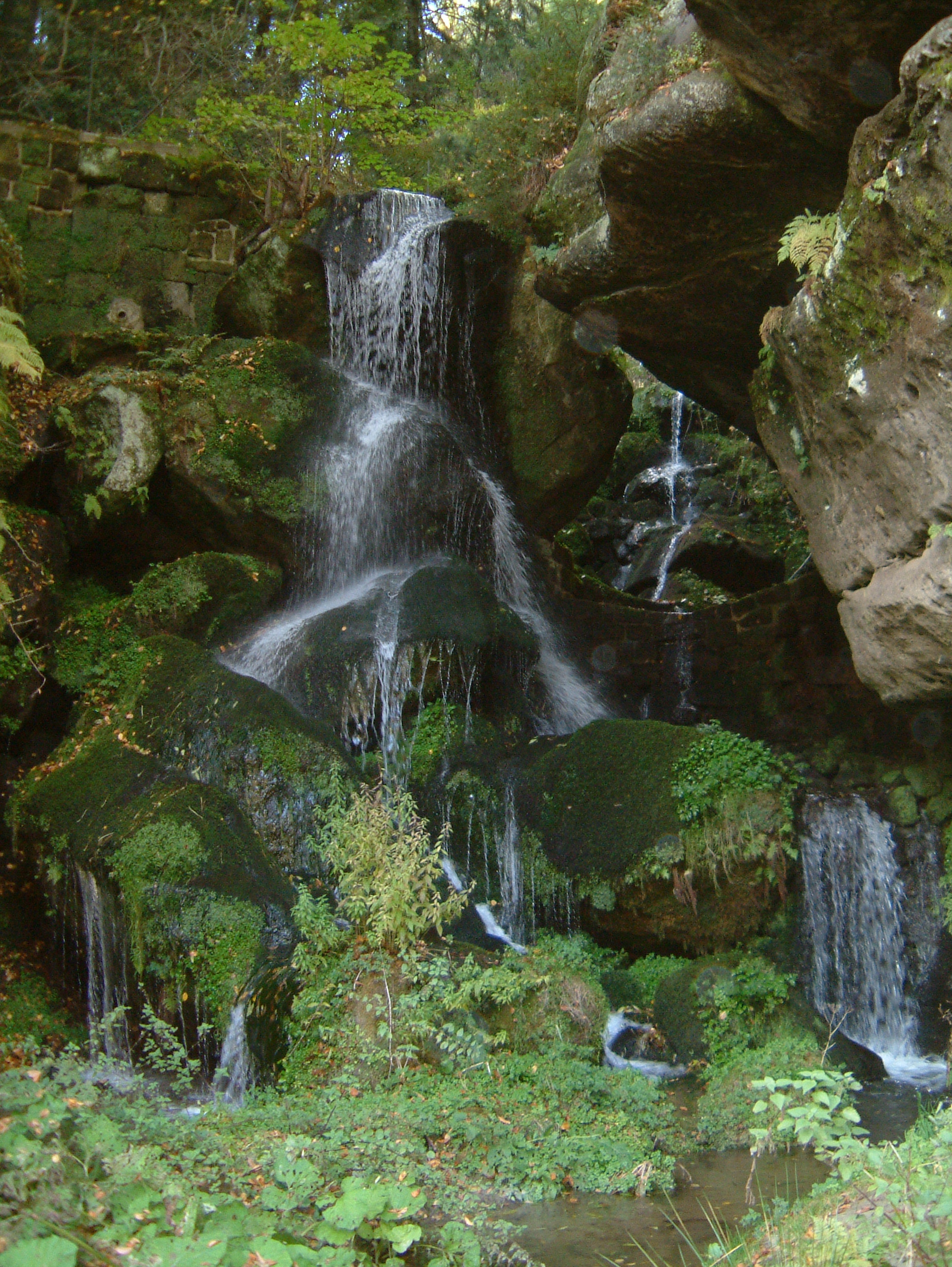
Lichtenhainer Wasserfall im Normalzustand bis 2021, rechts hinten der Rest des natürlichen Wasserfalls

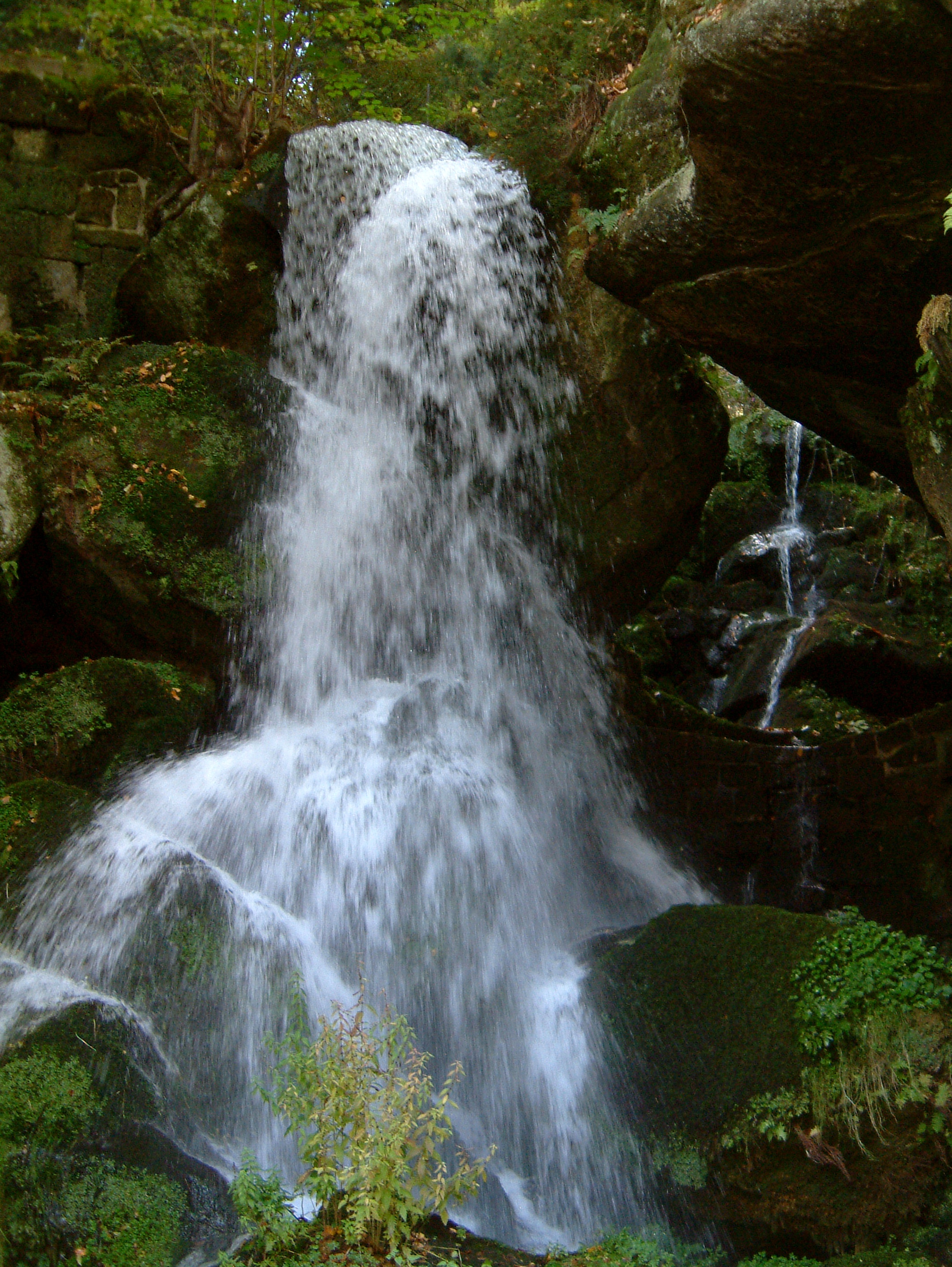
Lichtenhainer Wasserfall nach Öffnen des Schwallwehres (vor der Zerstörung durch Starkregen 2021)

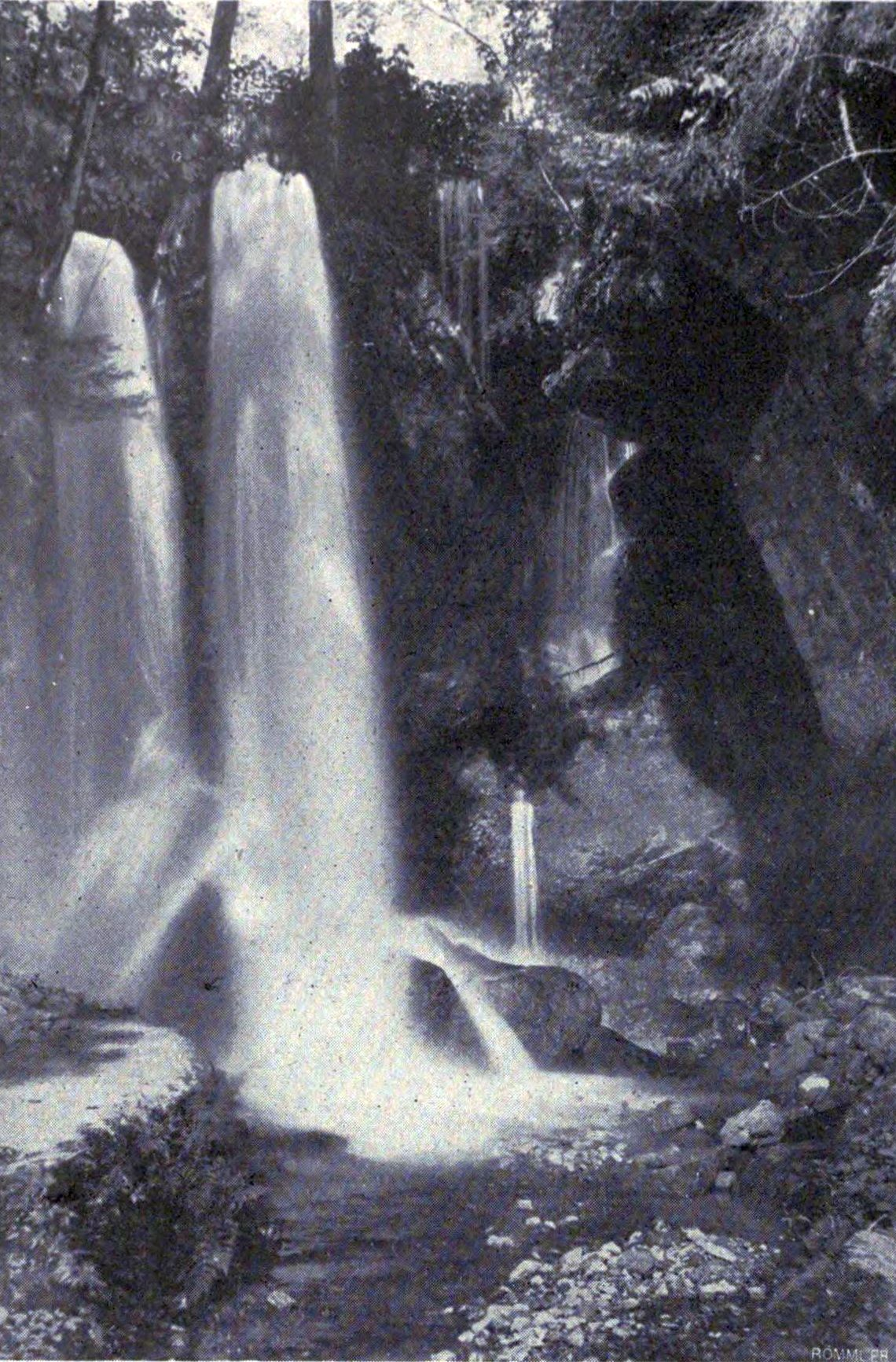
Lichtenhainer Wasserfall um 1900

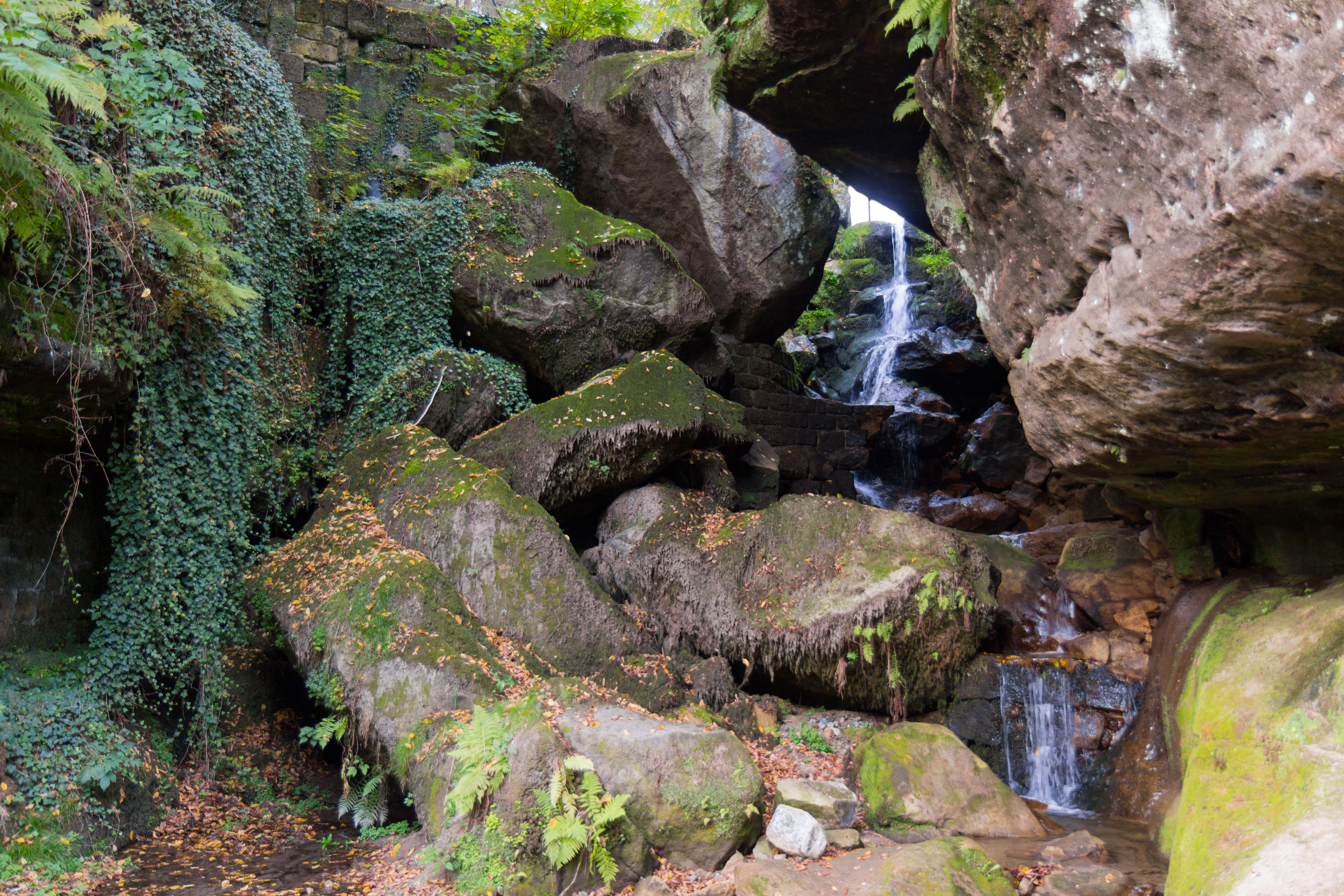
Lichtenhainer Wasserfall nach der Zerstörung durch das Unwetter

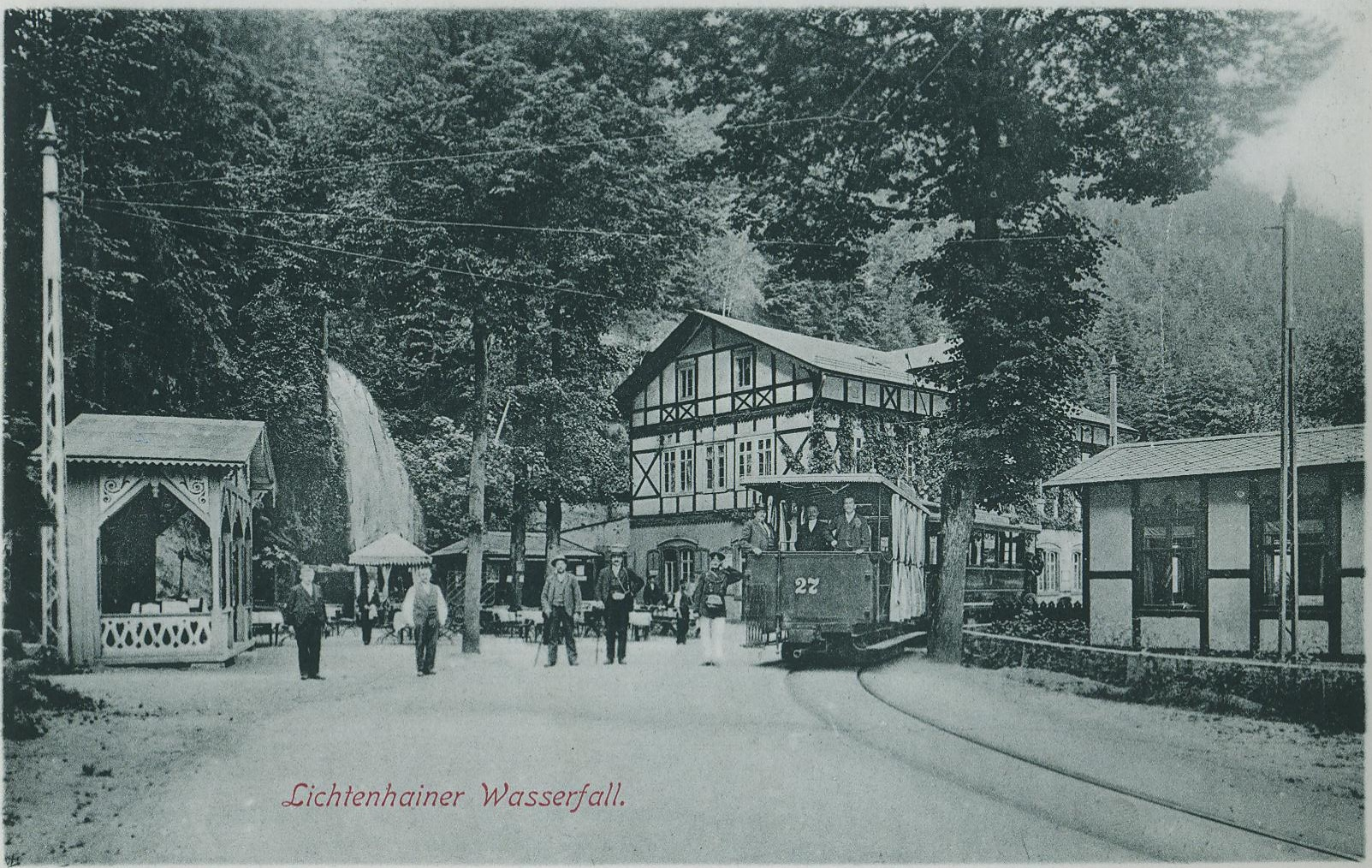
Das Gasthaus am Lichtenhainer Wasserfall (um 1900), links daneben der Wasserfall, rechts ein Zug der Kirnitzschtalbahn

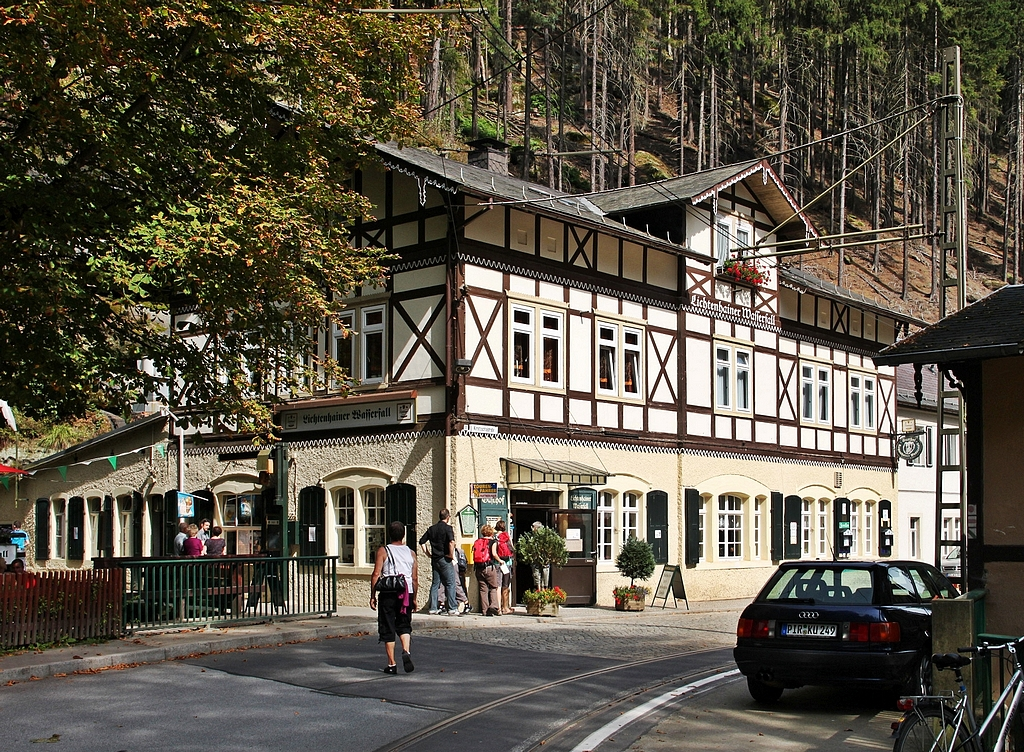
Das Gasthaus am Lichtenhainer Wasserfall (2011)

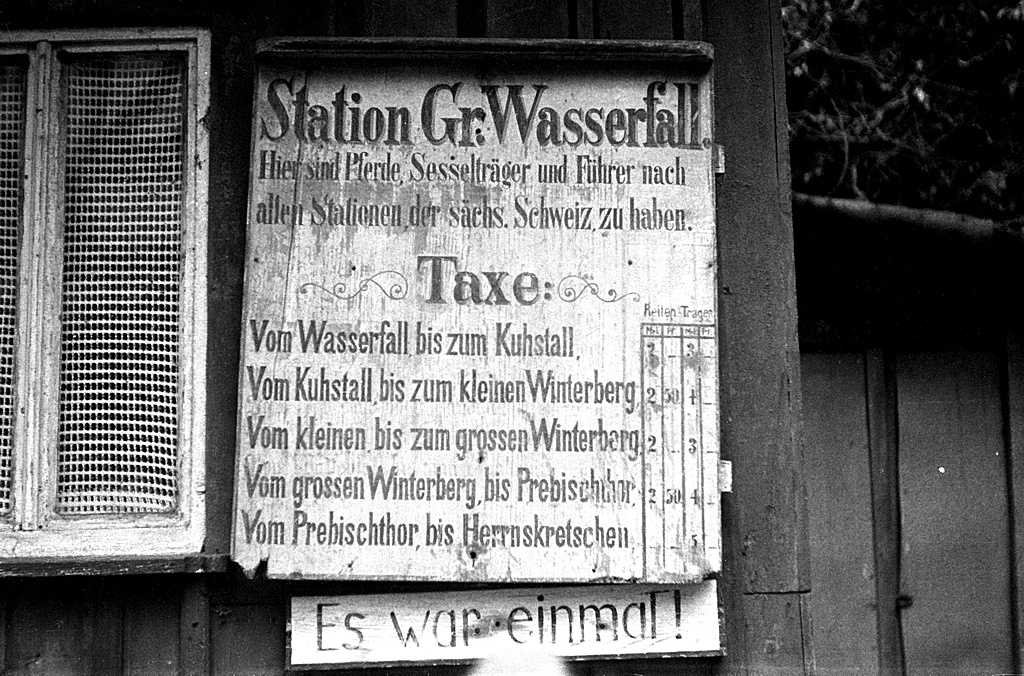
Alte Preistafel (fotografiert um 1980)

Der Lichtenhainer Wasserfall war ein umgestalteter Wasserfall des Lichtenhainer Dorfbachs über Sandsteinfelsen kurz vor der Mündung in die Kirnitzsch. Er liegt südlich des Sebnitzer Ortsteils Lichtenhain in der Sächsischen Schweiz. Der Wasserfall mit Stauwehr wurde durch einen Starkregen am 17. Juli 2021 sehr stark beschädigt und war danach kaum noch existent. In den darauffolgenden Jahren wurde die Anlage neu aufgebaut und ist seit Herbst 2024 wieder in Betrieb.

## Geschichte

### Ersterwähnung
Wilhelm Leberecht Götzinger, Chronist der Sächsischen Schweiz, hat den Wasserfall bereits 1812 in seinem Werk Schandau und seine Umgebungen erwähnt.

### Entwicklung
Der ursprünglich natürliche kleine Wasserfall des Lichtenhainer Dorfbachs in einer schluchtartigen Kerbe zwischen Sandsteinfelsen oberhalb des Kirnitzschtals wurde 1830 zur Steigerung seiner touristischen Attraktivität über einen kurzen Hangkanal etwas erhöht und zum anderen durch ein aufziehbares Stauwehr mit schwallartigem Abfluss inszeniert. Einem Lichtenhainer Bürger wurde das verpachtbare Amt des „Wasserfallziehers“ übertragen. Dieser unterhielt einen Ausschank und hat gegen Geld den Touristen für ein paar Minuten die Stauanlage geöffnet. Das Gaststättengebäude in Fachwerk stammt von 1852.
Von dieser Station aus – im Unterschied zum westlich benachbarten Beuthenfall Großer Wasserfall genannt – konnten im 19. Jahrhundert zu verschiedenen Zielen in der Sächsischen Schweiz Saumtierführer, Sesselträger und Wanderführer engagiert werden. Das historische Werbeschild mit Preisen für die Taxe – je nach Distanz zwischen 2 und 5 Mark – ist heute noch am hölzernen „Wasserfallhäuschen“ angebracht.
Der Lichtenhainer Wasserfall war eine der Hauptattraktionen des historischen Fremdenverkehrs in der Sächsischen Schweiz. Insbesondere seit Eröffnung der Kirnitzschtalbahn 1898 sind hunderttausende Touristen dorthin gekommen. 1994 wurde die historische Stauanlage restauriert; seither wurde wieder wie früher jede halbe Stunde am Wehr gezogen. Unter musikalischer Untermalung ließ der „Wasserfallzieher“ das Wasser langsam kommen und zum Schlussakkord die Wassermassen sturzbachartig den Felsen hinuntergießen.
Der Wasserfall wurde durch das Starkregenereignis am 17. Juli 2021 so schwer beschädigt, dass er praktisch nicht mehr existierte. Er wurde wieder rekonstruiert und ist seit dem 1. November 2024 in einem halbstündlichen Probebetrieb; die offizielle (Wieder-)Einweihung erfolgte am 11. April 2025.

## Ziele in der Umgebung
Viel begangene Wanderwege verlaufen heute vom Ausgangspunkt Lichtenhainer Wasserfall (Parkplatz und Endstation der Kirnitzschtalbahn) zu den vormals auch mit Pferd und Esel erreichbaren Zielen:
- Kuhstall, 30 Minuten;
- Historischer Lehrpfad Flößersteig (15 km);
- Malerweg, den Künstler aus mehreren Generationen von Caspar David Friedrich bis Otto Dix begingen;
- Klettergebiet Sächsische Schweiz mit Affensteinen, Frienstein, Kleiner Winterberg;
- Großer Winterberg.

Weitere zu touristischen Zwecken erbaute Schwallwehre des Elbsandsteingebirges befinden sich auch am Amselfall und an einem Wasserfall in der Edmundsklamm.

## Karte mit Erläuterungen
- Kompass Wander- und Bikekarte Sächsische Schweiz/Westliche Oberlausitz, 1:50.000, ISBN 3-85491-633-7